# こち亀2011 両さんソングブック
『こち亀2011 両さんソングブック』（こちかめにせんじゅういち りょうさんソングブック）は、両さん（香取慎吾）のミニ・アルバム。2011年8月3日にビクターエンタテインメントから発売された。

## 解説
2011年公開の『こちら葛飾区亀有公園前派出所 THE MOVIE 〜勝どき橋を封鎖せよ!〜』主題歌を含む、劇中使用曲を収録したミニ・アルバムである。ソングブックのタイトルの通りサウンドトラックも兼ねており、香取以外のインスト楽曲も収録されている。SMAPのメンバーがソロでアルバムを発売するのは初である。本作について香取は「この時代に歌えるという幸せを今改めてかみしめています。」と語っている。
本作のプロモーションとしてテレビ出演した際歌われたのは、概ね「三百六十五歩のマーチ」であり、これは同年7月16日に放送されたTBSの特別番組『音楽の日』にて初披露された。なお、この出演は事前に発表の出演予定アーティストには含まれておらず（SMAPとしては発表されていた）、両さんはシークレット・ゲスト扱いであった。CDには、振り付け解説書が封入されている。初回のみ「勝どき箸」プレゼント応募券が封入されていた（締切は同年8月31日当日消印有効）。
スペシャルウェブサイトでは、「三百六十五歩のマーチ」にちなんで8月3日0時から365時間限定で、両さんオリジナル壁紙がプレゼントされた。本作の2週間後である8月17日には、香取の所属するSMAPのベスト・アルバム『SMAP AID』が発売された。

## 収録曲
1. 三百六十五歩のマーチ [2:56]
  - 作詞：星野哲郎、作曲：米山正夫、編曲：菅野祐悟
  - 水前寺清子のカバー
  - 香取慎吾主演映画『こちら葛飾区亀有公園前派出所 THE MOVIE 〜勝どき橋を封鎖せよ!〜』主題歌
2. 両さん人情のテーマ from こち亀 THE MOVIE [2:34]
  - 作曲・編曲:菅野祐悟
3. こちら葛飾区亀有公園前派出所 [3:13]
  - 作詞・作曲・編曲：小西康陽
  - 両さんの1stシングル
  - 香取慎吾主演 TBS系ドラマ「テレビドラマ版」主題歌
4. 両さん愛のテーマ from こち亀 THE MOVIE [4:22]
  - 作曲・編曲：菅野祐悟
5. 涙くんさよなら（with トンチンカン）[2:41]
  - 作詞・作曲：浜口庫之助、編曲：菅野祐悟
  - ジャニーズのカバー
6. 三百六十五歩のマーチ （カラオケ）